# .ye
.ye là tên miền quốc gia cấp cao nhất (ccTLD) của Yemen.
Dường như tên miền .ye chỉ chấp nhận đăng ký tên miền cấp 3 dưới tên cấp 2.com.ye và .net.ye.